# Hallo Spaceboy
"Hallo Spaceboy" é uma canção do músico britânico David Bowie, originalmente lançada no álbum Outside, em 1995. A faixa foi regravada no ano seguinte com participação dos Pet Shop Boys, sendo lançada como single. Bowie e Brian Eno compuseram a versão original da canção.

## Créditos
- Produtores:
  - David Bowie
  - Brian Eno
  - David Richards
- Músicos:
  - David Bowie: vocais, saxofone
  - Brian Eno: sintetizadores, máquina de ritmos
  - Reeves Gabrels: guitarra
  - Mark Plati: guitarra
  - Carlos Alomar: guitarra
  - Erdal Kizilcay: baixo
  - Mike Garson: piano
  - Sterling Campbell: bateria